# Brdečný
Brdečný (německy Berdetschna) je osada, část obce Křečovice v okrese Benešov. Nachází se asi 3 km na východ od Křečovic. V roce 2009 zde bylo evidováno 5 adres.
Brdečný leží v katastrálním území Hořetice o výměře 7,59 km².

## Historie
První písemná zmínka o vesnici pochází z roku 1552.
Za druhé světové války se ves stala součástí vojenského cvičiště Zbraní SS Benešov a její obyvatelé se museli 31. října 1943 vystěhovat.

## Kultura
U Brdečného se od roku 2007 každoročně koná rekonstrukce raně středověké vikinsko-slovanské bitvy pod názvem Rogar.